# Letonice
Letonice är en ort i Tjeckien.   Den ligger i regionen Södra Mähren, i den östra delen av landet, 210 km sydost om huvudstaden Prag. Letonice ligger 260 meter över havet och antalet invånare är 1 419.
Terrängen runt Letonice är huvudsakligen platt, men söderut är den kuperad. Runt Letonice är det ganska tätbefolkat, med 72 invånare per kvadratkilometer. Närmaste större samhälle är Vyškov, 11,5 km norr om Letonice. Trakten runt Letonice består till största delen av jordbruksmark.